# Шеллинг, Томас
Томас Кромби Ше́ллинг (англ. Thomas Crombie Schelling; 14 апреля 1921, Окленд, штат Калифорния, США — 13 декабря 2016, Бетесда, Мэриленд, США) — американский экономист, лауреат Нобелевской премии 2005 года «За расширение понимания проблем конфликта и кооперации с помощью анализа в рамках теории игр». Также считается влиятельным исследователем в области международных отношений и международной безопасности со вкладом в теорию сдерживания и международной репутации. Профессор Мэрилендского университета. Президент Американской экономической ассоциации в 1991 г. Лауреат премии Фрэнка Сейдмана (1977).
Член Национальной академии наук США (1984).

## Биография
В 1944 году окончил Калифорнийский университет в Беркли со степенью бакалавра экономики. В 1945—1948 годах работал в Федеральном бюджетном бюро, администрации плана Маршалла. В 1948—1953 сотрудник Исполнительного офиса президента США Г. Трумэна.
В 1951 году получил степень доктора философии по экономике в Гарвардском университете.
В 1953—1959 годах преподавал в Йельском университете. С 1959 по 1990 год — профессор Гарвардского университета.

## Общественная деятельность
В 2016 году подписал письмо с призывом к Greenpeace, Организации Объединенных Наций и правительствам всего мира прекратить борьбу с генетически модифицированными организмами (ГМО) .